# The Royal Tutor
The Royal Tutor (jap. 王室教師ハイネ, ~ Haine, Ōshitsu Kyōshi Heine, dt. „Königlicher Hauslehrer Heine“), mit dem Nebentitel Königliche Familie Lehrer, ist eine Manga-Serie von Higasa Akai, die seit 2013 in Japan erscheint. Sie wurde 2017 als Anime-Fernsehserie umgesetzt. Ein Musical wurde angekündigt. Das Werk handelt vom außerordentlich talentierten Lehrer Heine Wittgenstein, der an den Hof des Königs berufen wird, um seine vier jüngeren Söhne zu unterrichten. Es ist in das Genre Comedy einzuordnen.

## Handlung
Der kindlich aussehende, aber hoch gebildete und intelligente Lehrer Heine Wittgenstein wird an den Palast des Königs von Glanzreich berufen, um die vier jüngeren seiner fünf Söhne zu unterrichten. Obwohl sein ältester Sohn, Prinz Eins, hoch begabt und angesehen ist, will König Viktor von Glanzreich auch seine anderen Söhne auf den Thron vorbereitet wissen. Doch viele Lehrer sind bereits an der Aufgabe gescheitert, die nun der unbekannte Heine Wittgenstein erfüllen soll. Er testet zunächst seine neuen Schüler, bemüht sich, sie etwas kennenzulernen und jedem bei seinen individuellen Problemen zu helfen, um sie zu besseren Thronfolgern zu machen.
Der 15 Jahre alte Leonhard von Glanzreich weist Heine zunächst schroff zurück und offenbart eine tiefe Abneigung gegen alle Lehrer. Als kleines Kind wurde er von den an ihn gestellten Ansprüchen überfordert und weigerte sich seitdem zu lernen. Nun ist er der dümmste der Prinzen und hinter seiner arroganten Fassade naiv und kindisch. Heine kann Leonhard langsam wieder zum Lernen motivieren und seine positiven Seiten wie seine Sportlichkeit zur Geltung bringen.
Der frühreife 14-jährige Licht von Glanzreich ist unter seinen Brüdern schon als Weiberheld berüchtigt, geht oft in die Stadt und bringt Frauen mit ins Schloss. Doch trotz seines fröhlichen und manchmal albernen Verhaltens hat er eine gute Auffassungsgabe und ist Heine gegenüber zunächst misstrauisch. Heimlich geht er in der Stadt als Kellner arbeiten, weil er die einfache Arbeit und den Umgang mit den Gästen mag. Als sein Vater das herausfindet und verbieten will, vermittelt Heine und Licht kann weiterhin ab und zu arbeiten gehen.
Der gebildete Bruno von Glanzreich ist mit 16 Jahren der drittälteste und lehnt Heine zuerst ab, weil er ihn für nicht würdig hält. Als Heine ihn in jeder Wissensdisziplin schlägt, verehrt Bruno ihn plötzlich als Vorbild und Meister. Bruno eifert seinem hochbegabten ältesten Bruder nach und lernte deswegen so viel. Da er schon beachtete wissenschaftliche Texte geschrieben und Vorträge gehalten hat, weiß er nicht, ob er überhaupt König werden will. Heine motiviert ihn, sich dennoch auf den Thron vorzubereiten und dabei seine wissenschaftlichen Interessen nicht aus den Augen zu verlieren.
Der älteste der vier ist der 17-jährige Kai von Glanzreich, dessen Blicke und wenige Worte den meisten Menschen im Palast Angst einjagen. Tatsächlich ist er aber ein sanftmütiger, einfühlsamer Mensch, der sich jedoch vor Sorge, andere zu ängstigen, nicht auszudrücken vermag und nicht lächeln kann. Heine überzeugt ihn auch, andere zumindest höflich anzusprechen, sodass Kai erste Fortschritte in der Konversation macht.
Nachdem Heine schon einige Zeit im Palast ist, erscheint in einer Klatschzeitung ein Bericht über frühere Gewalttaten Prinz Kais in der Militärschule, derentwegen er und seine Brüder diese nicht mehr besuchen. Tatsächlich wurde Bruno dort gemobbt, weswegen Kai schließlich einen der anderen Schüler schlug. Mit Heines Hilfe erreichen die Prinzen eine Gegendarstellung. Der Urheber ist der Schüler von damals, der den Prinzen nun sogar entführen will, was Heine verhindern kann. Hinter dem Vorfall, wie hinter einigen zuvor, vermutet der Lehrer jedoch Graf Rosenberg, der die Thronchancen der vier Prinzen vermindern will.
Heine fällt in der Zeitung aber auch ein Bericht auf, der über einen Kriminellen berichtet, der sich im Palast eingeschlichen haben soll. Er stellt dem Prinzen die Aufgabe, alles darüber herauszufinden. Das gelingt ihnen schließlich, als ihr Vater ihnen von Heines Vergangenheit erzählt: Als Prinz ist er oft heimlich in die Stadt gegangen und freundete sich dort mit Heine an, der bei den obdachlosen Kindern lebte. Kurz vor König Viktors Krönung wird sein nächtlicher Ausflug jedoch bemerkt und Heine für einen Entführer gehalten. Beim Kampf wird Viktor schwer verletzt und Heine wegen Entführung und eines Mordanschlags auf den Prinzen angeklagt. Zwar klärt Viktor seinen Vater auf und Heine kann sich bald in einer Kirche vor der Stadt um die Kinder kümmern, doch nun droht der damalige Vorwurf Heine einzuholen. Um die Königsfamilie zu schützen, verlässt er den Hof.
Die vier Prinzen sind über den Weggang ihres Lehrers, der erste den sie je mochten und dem sie vertrauten, sehr unglücklich. Da nun der Hofrat einen neuen Lehrer auswählen soll, schlagen sie selbst Heine vor. Mit ihrer Verteidigungsrede für Heine vor dem Rat können sie die Grafen überzeugen, dass er sie zu würdigen Königen erziehen würde, sodass Heine erneut zum Hauslehrer berufen wird.

## Veröffentlichung
Der Manga erschien von November 2013 bis Mai 2021 im Magazin Monthly G Fantasy beim Verlag Square Enix. Dieser brachte die Kapitel auch in 17 Sammelbänden heraus. Der 8. Band verkaufte sich in der ersten Woche nach Veröffentlichung über 24.000 mal. Eine englische Übersetzung erscheint bei Yen Press; eine deutsche veröffentlichte Carlsen Manga von Oktober 2017 bis März 2023 mit allen 17 Bänden.

## Anime-Adaption
Beim Studio Bridge entstand unter der Regie von Katsuya Kikuchi eine Anime-Fernsehserie auf Grundlage des Mangas. Hauptautor war Kimiko Ueno und die künstlerische Leitung lag bei Junko Nagasawa. Das Charakterdesign entwarf Rena Okuyama. Die Serie wird seit dem 5. April 2017 nach Mitternacht (und damit am vorigen Fernsehtag) von den Sendern TV Tokyo und TV Ōsaka, sowie einige Stunden später auf AT-X bzw. einige Tage später auch auf BS Japan in Japan ausgestrahlt. Die Plattform Crunchyroll veröffentlicht den Anime parallel per Streaming Media unter anderem mit deutschen Untertiteln sowie mit englischer Synchronisation.

### Synchronisation
| Rolle                   | Japanische Stimme (Seiyū) |
| ----------------------- | ------------------------- |
| Heine Wittgenstein      | Keisuke Ueda              |
| Licht von Glanzreich    | Shōta Aoi                 |
| Leonhard von Glanzreich | Daisuke Hirose            |
| Bruno von Glanzreich    | Yūto Adachi               |
| Kai von Glanzreich      | Yūya Asato                |

### Musik
Die Musik der Serie komponierte Keiji Inai. Der Vorspann wurde unterlegt mit dem Lied Shoppoi Namida (しょっぱい涙) von Shōgo Sakamoto und der Abspanntitel Prince Night – Doko ni Itanosa!? My Princess (Prince Night〜どこにいたのさ!? MY PRINCESS〜) von P4 with T.

## Musical
Für September 2017 wurde ein Musical zum Manga angekündigt. Es soll in der Morinomiya Piloti Hall in Osaka aufgeführt werden. Regisseur ist Kōtarō Yoshitani und die Hauptrollen werden mit den Synchronsprechern der Fernsehserie besetzt.